# Casc àtic

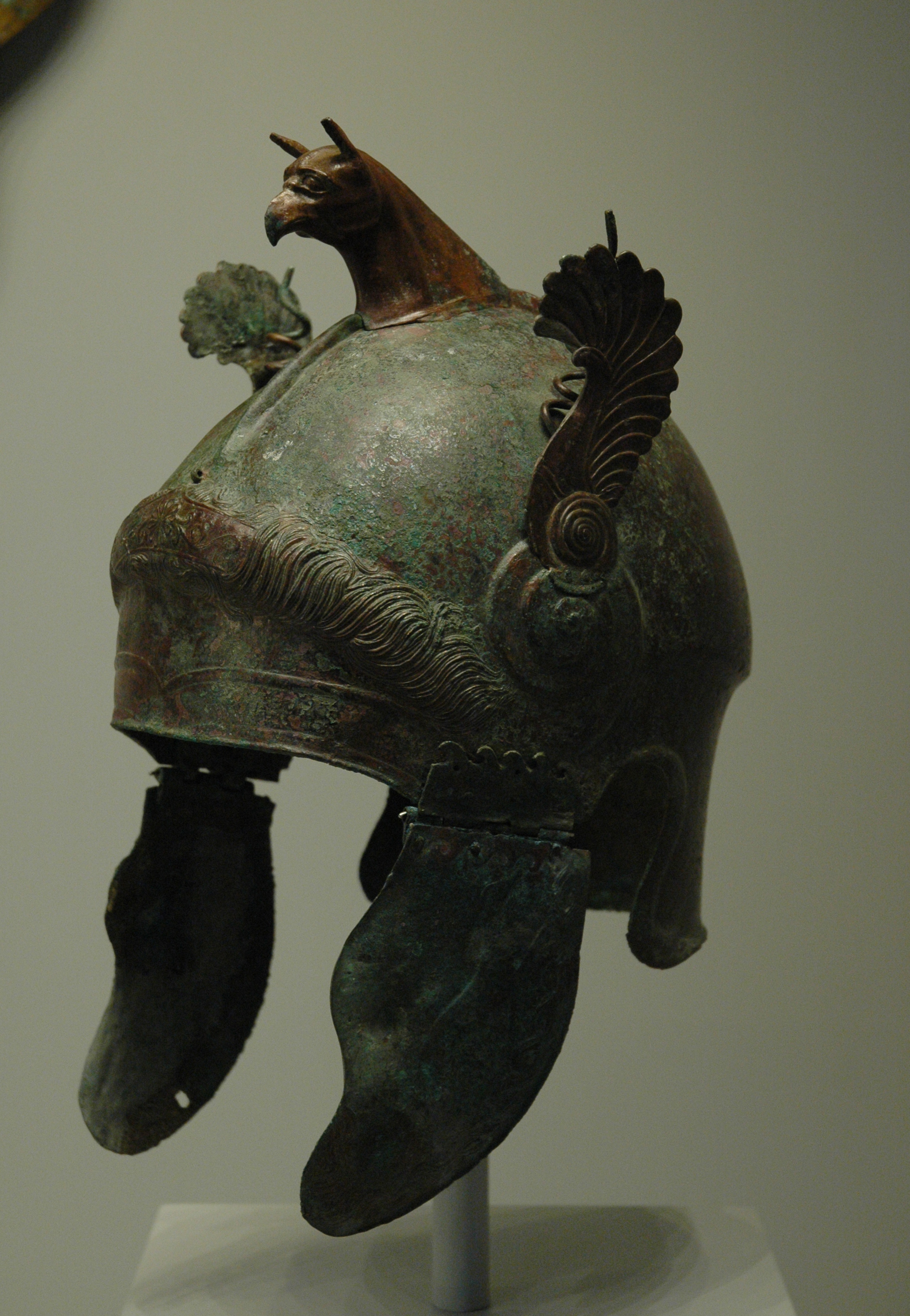
Casc àtic de cerimonia provinent de la Itàlia meridional, circa 300 aC

El casc àtic era un tipus de casc originari de l'antiga Grècia i que va ser usat extensament en el període hel·lenístic fins i tot a l'Imperi Romà.
Era similar al casc calcídic, però mancava d'una protecció per al nas. Encara que en la pròpia Grècia el seu ús no va ser tan estès com els tipus corinti o frigi, el casc àtic es va fer molt popular a Itàlia, on s'han trobat molts exemples. Aquest casc va durar més temps que els seus contemporanis, estant usat per impartir un aspecte arcaic a les pintures de generals, emperadors i pretorians al llarg dels períodes hel·lenístics i romans. Com a tal, ells han format part de la imatge popular d'un oficial romà, com els trobats a l'art a partir del Renaixement o els emprats en produccions de Hollywood.